# Jóel Sæmundsson
Jóel I. Sæmundsson, es un actor conocido por interpretar a Þór Snædal en la serie Ófærð.

## Biografía
Estudió en el "Rose Bruford college" de donde se graduó en 2006.
Habla con fluidez inglés, danés e islandés.
Joél sale con Arna Pétursdóttir, la tiene un hijo y en el 2014 le dieron la bienvenida a su hija.

## Carrera
Jóel ha aparecido en comerciales para "Murbudin" dando vida al esposo, en "Kfc" interpretando al padre y en "HHi Adventure" como Robin Hood.
En 2011 dio vida a un paramédico en un episodio de la serie Heimsendir.
En el 2015 se unió al elenco de la serie Ófærð donde interpreta Þór Snædal, el colega del oficial Trausti Einarssson (Björn Hlynur Haraldsson), hasta ahora.

## Filmografía

### Series de televisión
| Año             | Título      | Personaje  | Notas                     |
| --------------- | ----------- | ---------- | ------------------------- |
| 2015 - presente | Ófærð       | Þór Snædal | 10 episodios              |
| 2011            | Heimsendir  | Paramédico | episodio "Á tæpasta vaði" |
| 2010            | Hlemmavídeó | Lúðvík     | -                         |

### Películas
| Año  | Título         | Personaje            | Notas |
| ---- | -------------- | -------------------- | --- |
| 2014 | Borgríki 2     | Abogado de Sergej    | junto a Darri Ingolfsson, Ágústa Eva Erlendsdóttir, Ingvar Eggert Sigurðsson, Hilmir Snær Guðnason y JJ Feild        |
| 2014 | Vonarstræti    | Transportador        | junto a Hera Hilmar, Thor Kristjansson, Sveinn Ólafur Gunnarsson, Þorsteinn Bachmann y Markus Reymann                |
| 2011 | Kurteist fólk  | Compañero de Þorgeir | junto a Stefán Karl Stefánsson, Ágústa Eva Erlendsdóttir, Hilmir Snær Guðnason, Benedikt Erlingsson y Gunnar Hansson |
| 2011 | Litlir hlutir  | Matón                | corto - junto a Nína Dögg Filippusdóttir, Halldóra Geirharðsdóttir, Elvar Arinbjörn Grétarsson y Walter Grímsson     |
| 2008 | Svartur sandur | Peter                | junto a Anna Brynja Baldursdóttir, Kristín Viðja Harðardóttir y Oddný Lína Sigurvinsdóttir                           |
| 2007 | Astrópía       | Cliente en Astrópía  | junto a Ragnhildur Steinunn Jónsdóttir, Snorri Engilbertsson, Davíð Þór Jónsson y Sverrir Þór Sverrisson             |
| 2004 | Áramótaskaup   | -                    | junto a Örn Árnason, Randver Þorláksson, Pálmi Gestsson y Unnur Ösp Stefánsdóttir                                    |

### Equipo Misceláneo
| Año  | Título         | Notas                           |
| ---- | -------------- | ------------------------------- |
| 2012 | Svartur á leik | asistente de producción         |
| 2011 | Litlir hlutir  | corto - asistente del productor |

### Teatro[6]
| Año | Obra                                | Personaje     | Director (a)              | Teatro | Notas |
| --- | ----------------------------------- | ------------- | ------------------------- | ------ | ----- |
| -   | Stutunga History                    | Gosi          | -                         | -      | -     |
| -   | Peysufatadagur                      | Hermann       | -                         | -      | -     |
| -   | Taming of the Shrew                 | Petruchio     | Alex McTaggart            | -      | -     |
| -   | It's Free of Charge to Speak to God | -             | -                         | -      | -     |
| -   | Vassa Zheleznova                    | Prokhor       | Rose Bruford              | -      | -     |
| -   | The Sport Elves Fairy Tale          | Dragón        | -                         | -      | -     |
| -   | The Lunatic Queen                   | Rey Ferdinand | Rose Bruford y David Zoob | -      | -     |
| -   | Romeo and Juliet                    | Lord Capulet  | Rose Bruford y Matt Wild  | -      | -     |
| -   | Leaves of Glass                     | Stephen       | Born Loka                 | -      | -     |
| -   | Deep Track                          | Alex          | Bjartmar Þórðarsson       | -      | -     |